# Bieriezowaja Gora (obwód wołogodzki)
Bieriezowaja Gora (ros. Березовая Гора) – wieś w Rosji, w rejonie kiczmiengsko-gorodieckim obwodu wołogodzkiego. W 2010 r. liczyła 146 mieszkańców.